# صول (موسيقى)

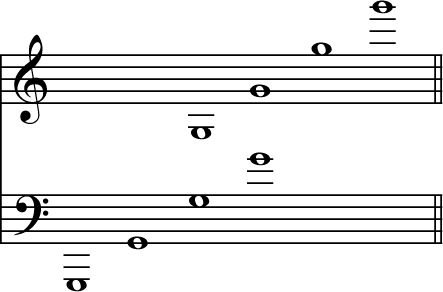

نغمة صول (يرمز لها G) هي خامس درجة موسيقية في السلم الكبير و تدعى وظيفيا بالدرجة المسيطرة في هذا السلّم.
نغمة صول هي أيضا سابع درجة موسيقية في سلم لا الصغير و العلامة قبل الأخيرة فيه.

## اقرأ أيضاً
- درجة موسيقية
- سلم موسيقي